# Madureira
Madureira är en ort i Brasilien.   Den ligger i kommunen Rio de Janeiro och delstaten Rio de Janeiro, i den sydöstra delen av landet, 900 km sydost om huvudstaden Brasília. Madureira ligger 48 meter över havet och antalet invånare är 50 106.
Terrängen runt Madureira är platt åt nordost, men åt sydväst är den kuperad.Runt Madureira är det mycket tätbefolkat, med 5 021 invånare per kvadratkilometer.. Närmaste större samhälle är Rio de Janeiro, 13,8 km öster om Madureira. 
Runt Madureira är det i huvudsak tätbebyggt.